# Litomyšl (stacja kolejowa)
Litomyšl – stacja kolejowa w Litomyšlu, w kraju pardubickim, w Czechach. Znajduje się na wysokości 335 m n.p.m.
Na stacji nie ma możliwości zakupu biletów, a obsługa podróżnych odbywa się w pociągu.

## Linie kolejowe
- 018 Choceň - Litomyšl